# Kulturpreis des Landkreises Oberallgäu
Der Landkreis Oberallgäu zeichnet mit dem Kulturpreis des Landkreises Oberallgäu Personen oder Personengruppen aus, die besonders anerkennenswerte künstlerische Leistungen auf einem der folgenden Gebiete erbracht haben:
- Bildende Kunst
- Literatur
- Musik
- Darstellende Kunst
- Heimat- und Brauchtumspflege
- Denkmalpflege

Das Spektrum der Heimat- und Brauchtumspflege ist sehr vielfältig. Die Auseinandersetzung mit dem Thema Heimatgeschichte gehört ebenso dazu wie die Pflege von Traditionen, Alltags- und Festkultur.
Das Preisgeld (seit 2006: 2.000 Euro) wird vom Landkreis Oberallgäu aufgebracht, es werden jedoch auch Stiftungs- und Sponsorengelder mitverwendet.

## Preisträger
- 1991 (Bildende Kunst): Arnulf Heimhofer (Burgberg) und Gerhard Weiß (Kempten)
- 1992 (Mundartdichtung): Rosa Geiß (Wiggensbach), Blanka Zettler (Bad Hindelang) und Hans Seeweg (Oberstdorf)
- 1993 (Bildende Kunst): Willi Tannheimer (Bad Hindelang)
- 1997 (Bildende Kunst): Gundula Enzensberger (Sonthofen)
- 1998 (Kompositionspreis, finanziert über einen Sponsor): Gottfried Veit, Prof. Richard Zettler, Dieter Herborg
- 2001 (Bildende Kunst): Christoph Finkel (Bad Hindelang)
- 2003 (Bildende Kunst): Stefan Winkler (Immenstadt), Marie-Luise Althaus (Mundartdichtung, finanziert über einen Sponsor)
- 2004 (Bildende Kunst): Magdalena Willems-Pisarek
- 2006: Georg Bentele-Ücker (Oberstaufen), Irene Gehring (Gunzesried)[1]
- 2007: Manfred u. Sabine Fink (Niedersonthofen) (finanziert über die Kaiser-Sigwart-Stiftung)[2]
- 2009 (Heimat- und Brauchtumspflege): Heimatverein Oberstdorf e.V. (Oberstdorf) für den Wilde-Mändle-Tanz[3][4]
- 2010 (Bildende Kunst): Gunther le Maire (Immenstadt)[5]
- 2013 (Darstellende Kunst/Theater): Showgruppe WIR 18, Freilichtspielgemeinschaft Altusried, Jugendtheater Martinszell
- 2014 Anton Wintergerst (Mundartdichtung), Josef Bettendorf, Hubert Jäger und Erhard Ott